# Wolfgang Sawodny (Chemiker)
Wolfgang Sawodny (* 30. Januar 1934 in Reutenhau, Wiesenberg, Tschechoslowakei; † 10. Januar 2018) war ein deutscher Chemiker sowie Autor und Herausgeber von musikalischen Schriften.

## Leben und Werk
Sawodny wurde in Reutenhau (Rejhotice, ein Ortsteil von Loučná nad Desnou) geboren. Ab 1944 besuchte er ein Gymnasium in Mährisch-Schönberg. 1946 musste seine Mutter mit Wolfgang und seiner Schwester die Heimat verlassen und nach Nordbaden fliehen, der Vater war bereits 1943 gefallen. Nach der zweijährigen Pause in der Schulbildung legte Wolfgang Sawodny in Buchen das Abitur 1955 erst mit 21 Jahren ab und begann Chemie an der Universität Stuttgart zu studieren.
Er promovierte 1963 bei Josef Goubeau. 1965/66 folgte ein Forschungsaufenthalt an der Duke University, 1969 habilitierte er sich über Kraftkonstanten von Fluorverbindungen. 1969 wurde er als ordentlicher Professor für Anorganische Chemie an die neugegründete Universität Ulm berufen. 1999 wurde er emeritiert.
Neben seiner Arbeit als Chemiker war Sawodny Autor und Herausgeber zahlreicher musikwissenschaftlicher Arbeiten, insbesondere zur Viola. Er war Gründungsmitglied der Viola-Gesellschaft, später Mitglied des Präsidiums und von 1973 bis 1976 Präsident der Gesellschaft. Er gilt als Initiator der Viola-Kongresse.

## Schriften (Auswahl)
- Schwingungsspektren und Kraftkonstanten einiger Verbindungen des Typs X 3 Z NR 3. Frankfurt a. M.: Akad. Verl.-Ges., 1965 Zeitschrift für physikalische Chemie : N.F. ; 44.1965, S. 227–241; Stuttgart, Techn. Hochsch., Diss., 1963
- Kraftkonstanten von Fluorverbindungen der Hauptgruppenelemente. Stuttgart, Univ., Habil.-Schr., 1969
- Florian Leopold Gassmann: Zwei Streichtrios für zwei Violen (Violine, Viola) und Baß (Violoncello oder Kontrabaß). Erstausgabe. Hrsg. von Wolfgang Sawodny. Kassel: Bärenreiter, 1988